# Rickard Falkvinge
Rickard ”Rick” Falkvinge (născut Dick Augustsson, n. 21 ianuarie 1972, Göteborg, Suedia) este un antreprenor în domeniul IT și politician din Suedia, cunoscut ca fondatorul Partidului Piraților din Suedia. Acesta este, totodată, unul dintre cei mai cunoscuți activiști anti-ACTA și anti-SOPA.

## Viața personală
Falkvinge locuiește într-o suburbie din partea nordică a orașului Stockholm numită Sollentuna. Printre hobbyurile sale se numără gătitul (gastronomia) și motociclismul. Acesta declară deschis că îi place whiskyul și că este adeptul unei vieți amoroase libertine.